# Al-Fardża
Al-Fardża (arab. الفرجة) – miejscowość w Syrii, w muhafazie Idlib. W 2004 roku liczyła 1342 mieszkańców.